# Hochwolkersdorf (Dorf)
Hochwolkersdorf (Dorf) ist eine Ortschaft der Gemeinde Hochwolkersdorf in Niederösterreich.

## Geografie
Die Ortschaft umfasst das Dorf Hochwolkersdorf und weiters die Rotten Alm und Hollerberg, die sich nördlich von Hochwolkersdorf befinden. Insgesamt wohnen 862 Menschen in der Ortschaft (Stand 1. Jänner 2024).

## Geschichte
Im Jahr 1822 wurde der Ort als Dorf mit 63 Häusern genannt, das nach Hochwolkersdorf eingepfarrt war, wohin auch die Kinder eingeschult wurden. Die Herrschaft Hochwolkersdorf besaß die Ortsobrigkeit, übte die Landgerichtsbarkeit aus und besorgte die Konskription. Die Untertanen und Grundholde des Ortes gehörten der Herrschaft Hochwolkersdorf sowie der Pfarre Hochwolkersdorf.